# Florian Gallenberger

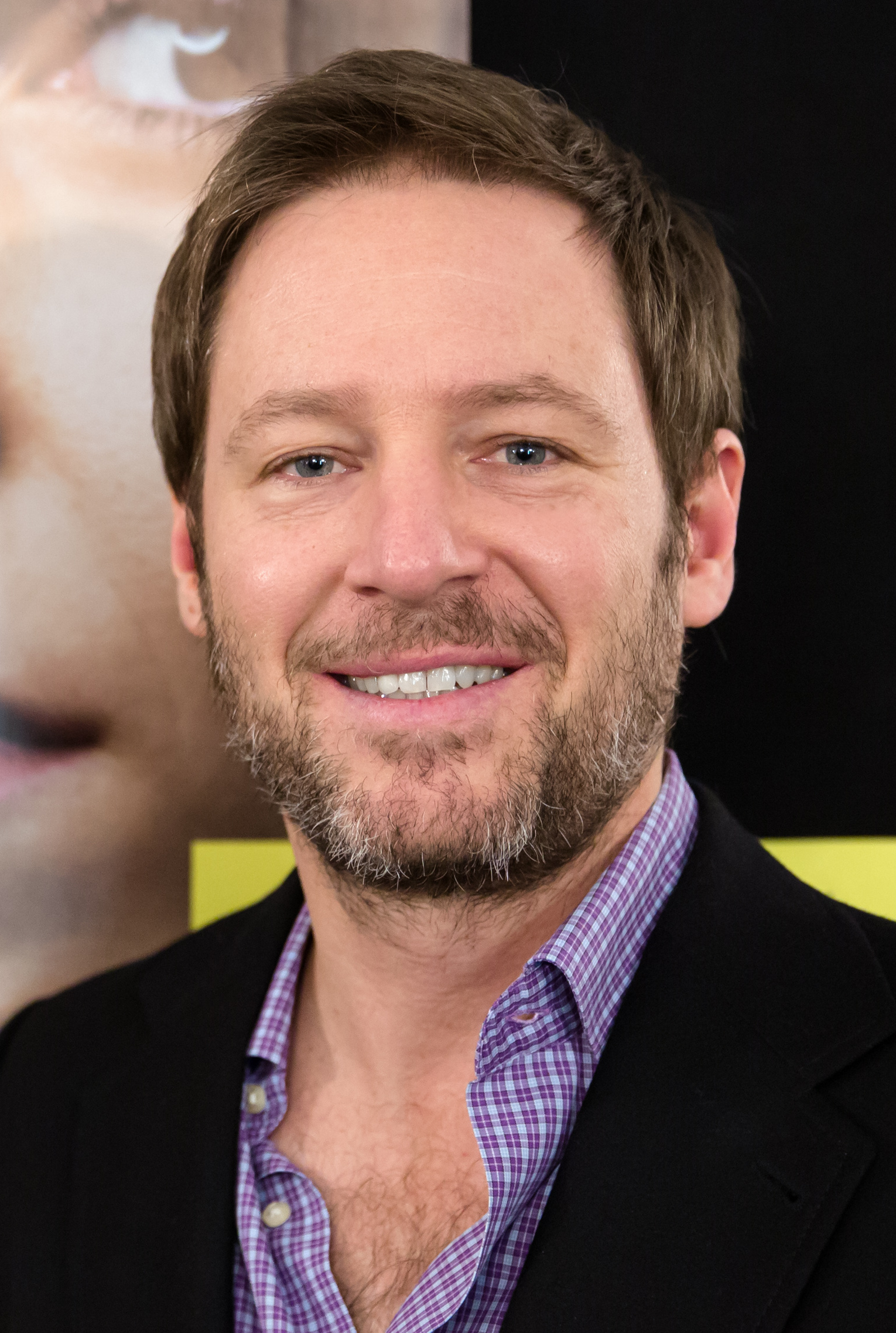
Florian Gallenberger

Florian Gallenberger (München, 1972) Duits scenarioschrijver en regisseur.
Met "Quiero Ser" won Gallenberger in 2001 een Oscar voor de beste korte film.

## Biografie
Gallenberger begon al jong met het maken van filmpjes. Tijdens zijn studietijd maakte hij verschillende korte filmpjes en met 23 jaar werkte hij als co-regisseur naast Wim Wenders in de film De broers Skladanowski. Die film won in Montreal de prijs voor Beste Documentaire. Zijn afstudeerfilm Quiero ser werd later bekroond met een studenten-Oscar voor Beste Buitenlandse Film.
2004: Gallenberger filmt zijn speelfilmregiedebuut, een Bengaals liefdesdrama in en rond Calcutta met een Indiase cast, gebaseerd op zijn eigen scenario.
"Shadows of Time" is een tragisch verhaal, uitgestrekt over een periode van meer dan 60 jaar. De personages, kinderarbeiders in een tapijtfabriek, spreken een mengeling van Bengaals, Hindi en Engels. Het won een Bayerischer Filmpreis voor Beste Regie en Beste Cinematografie.